# Східно-європейський слов'янський університет
Східно-європейський слов'янський університет — приватний вищий навчальний заклад України. Знаходиться в м. Ужгороді Закарпатської області.

## Історія
Університет здійснює підготовку спеціалістів на денній та заочній формі навчання за освітньо-кваліфікаційним рівнем бакалавр.

## Спеціальності
- Менеджмент
  - Менеджмент туристичної індустрії
  - Менеджмент митної справи
  - Спортивний менеджмент
  - Менеджмент місцевого самоврядування
- Фінанси, банківська справа та страхування
  - Фінанси, банківська справа та страхування
- Облік і оподаткування
  - Облік і оподаткування
- Міжнародні відносини, суспільні комунікації та регіональні студії
  - Міжнародні відносини, суспільні комунікації та регіональні студії
- Психологія
  - Практична психологія
- Філологія
  - Угорська мова і література(Переклад)
  - Словацька мова і література(Переклад)
  - Німецька мова і література(Переклад)
  - Англійська мова і література(Переклад)
- Середня освіта
  - Угорська мова і література
  - Словацька мова і література
  - Німецька мова і література
  - Англійська мова і література

## Нагороди та рейтинги
- У жовтні 2024 року, Державна служба якості освіти, як центральний орган виконавчої влади України, що реалізує державну політику у сфері освіти, зокрема з питань забезпечення якості освіти, оприлюднив оновлений рейтинг університетів, які мають високий ступінь ризику. До переліку університетів з високим ступенем ризику увійшов, зокрема, й заклад вищої освіти «Східно-Європейський слов’янський університет»[1][2][3].